# Powiśle
Powiśle ([pɔˈviɕlɛ]) er en bydel (dzielnica) i Warszawa i Polen. Bydelen grænser op til Den Gamle By i nord, Śródmieście i vest, Solec i syd og den vestlige bred af Wisła i øst.
52°14′15″N 21°01′46″Ø / 52.2374°N 21.0295°Ø